# Dance with a Stranger
Dance with a Stranger (br: Dançando com um estranho) é um filme britânico de 1985, do gênero drama biográfico, dirigido por Mike Newell.
O filme foi aclamado pela crítica e trouxe notoriedade às carreiras do par central de atores, Miranda Richardson e Rupert Everett.
O título do filme é baseado na canção Would you dance with a stranger, muito popular na época em que se passa a história, e que foi incluída na trilha sonora.

## Sinopse
Dance with a Stranger conta a história de Ruth Ellis, a última mulher condenada à pena de morte no Reino Unido nos anos 50.
Ruth é a gerente do cabaré The Little Club em Londres, e luta para sustentar o filho Andy. Ela conhece David Blakely, um corretor de imóveis charmoso, bom de papo, beberrão e irresponsável, por quem se apaixona loucamente. Desmond Cussen, um frequentador do cabaré, nutre um amor platônico por Ruth, e começa a protegê-la. Entre a vida calma que Desmond lhe oferece e a paixão impetuosa por David, começa a degradação de Ruth.

## Elenco
- Miranda Richardson.... Ruth Ellis
- Rupert Everett.... David Blakeley
- Ian Holm.... Desmond Cussen
- Stratford Johns.... Morrie Conley
- Joanne Whalley.... Christine
- Tom Chadbon.... Anthony Findlater
- Jane Bertish.... Carole Findlater
- David Troughton.... Cliff Davis
- Matthew Carroll.... Andy

## Principais prêmios e indicações
Festival de Cannes 1985 (França)
- Venceu na categoria de melhor filme estrangeiro.